# Steele (North Dakota)
 For alternative betydninger, se Steele. (Se også artikler, som begynder med Steele)
Steele er en amerikansk by og administrativt centrum for det amerikanske county Kidder County i staten North Dakota. I 2000 havde byen et indbyggertal på 761.

## Ekstern henvisning
- Steeles hjemmeside (engelsk)

46°51′22″N 99°55′00″V / 46.856066°N 99.916606°V